# Giovanni Antonio Mari (scultore)
Giovanni Antonio Mari (Roma, 1630 (o 1631) – Roma, 1661) è stato uno scultore italiano.
Era figlio di Baldassarre e Caterina Masetti e proveniva da una famiglia di scultori e restauratori.

## Biografia
Attivo negli anni tra il 1650 e il 1660, operò praticamente sempre nall'ambito berniniano.
Fu accademico di San Luca (nominato nel 1656) e membro della Congregazione dei Virtuosi al Pantheon. Ebbe due sorelle, entrambe monache, e due fratelli, Francesco e Domenico, entrambi scultori ma deceduti in giovane età. 

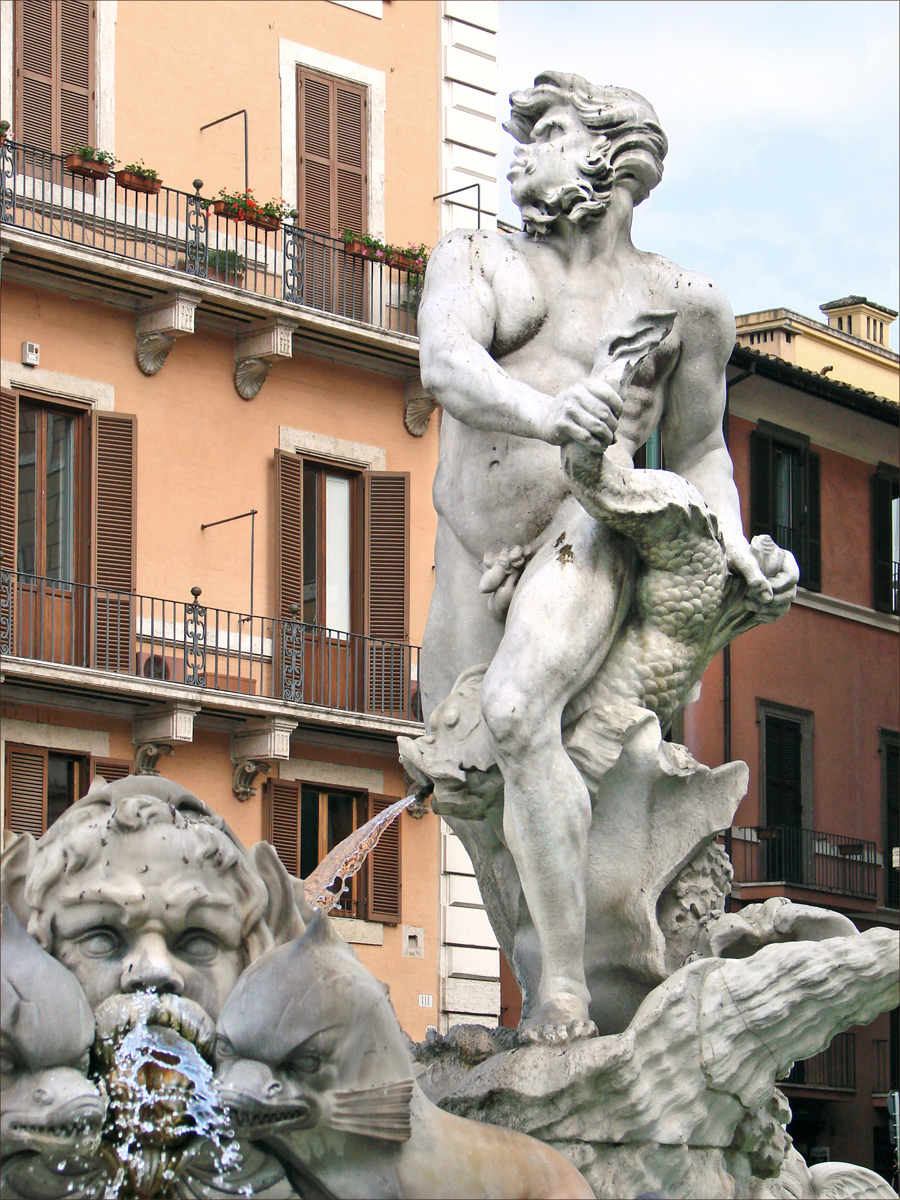
Il gigante detto Il Moro, parte della Fontana del Moro.

L'opera che lo rese famoso fu il cosiddetto Moro, un gigante intento a tenere per la coda un delfino che, con il capo stretto tra le gambe dell'uomo, riversa acqua nella Fontana dei fiumi di Giacomo Della Porta, commessa al Bernini e alla cui realizzazione il Mari diede un grosso contributo.
Dopo questa commessa il Bernini gli affidò la realizzazione della statua di Santa Barbara, nella cappella dedicata alla santa nel duomo di Rieti.
Ebbe quindi, sempre dal Bernini, commesse due statue nella navata centrale, sugli arconi che fanno da collegamento con le navate laterali della chiesa di Santa Maria del Popolo a Roma rappresentanti le sante Cecilia e Orsola. Nella stessa chiesa realizzò, sempre su incarico (e disegno) del Bernini, due angeli che reggono la pala degli altari del braccio sinistro.
Scolpì quindi ancora, sul Monumento sepolcrale del cardinale spagnolo Domenico Pimentel in Santa Maria sopra Minerva, la statua della Giustizia, piangente e con le mani sul viso, accompagnata da un putto.
Morì a Roma nel 1661.